# Vrh Visočki
Vrh Visočki falu Horvátországban Varasd megyében. Közigazgatásilag Visoko községhez tartozik.

## Fekvése
Varasdtól 25 km-re délre, községközpontjától 1 km-re keletre fekszik.

## Története
A falunak 1857-ben 121, 1910-ben 182 lakosa volt. 1920-ig Varasd vármegye Novi Marofi járásához tartozott. 2001-ben a falunak 30 háztartása és 111 lakosa volt.

## Külső hivatkozások
- Visoko község hivatalos oldala